# Heliocontia accepta
Heliocontia accepta là một loài bướm đêm trong họ Noctuidae.